# Trafoital

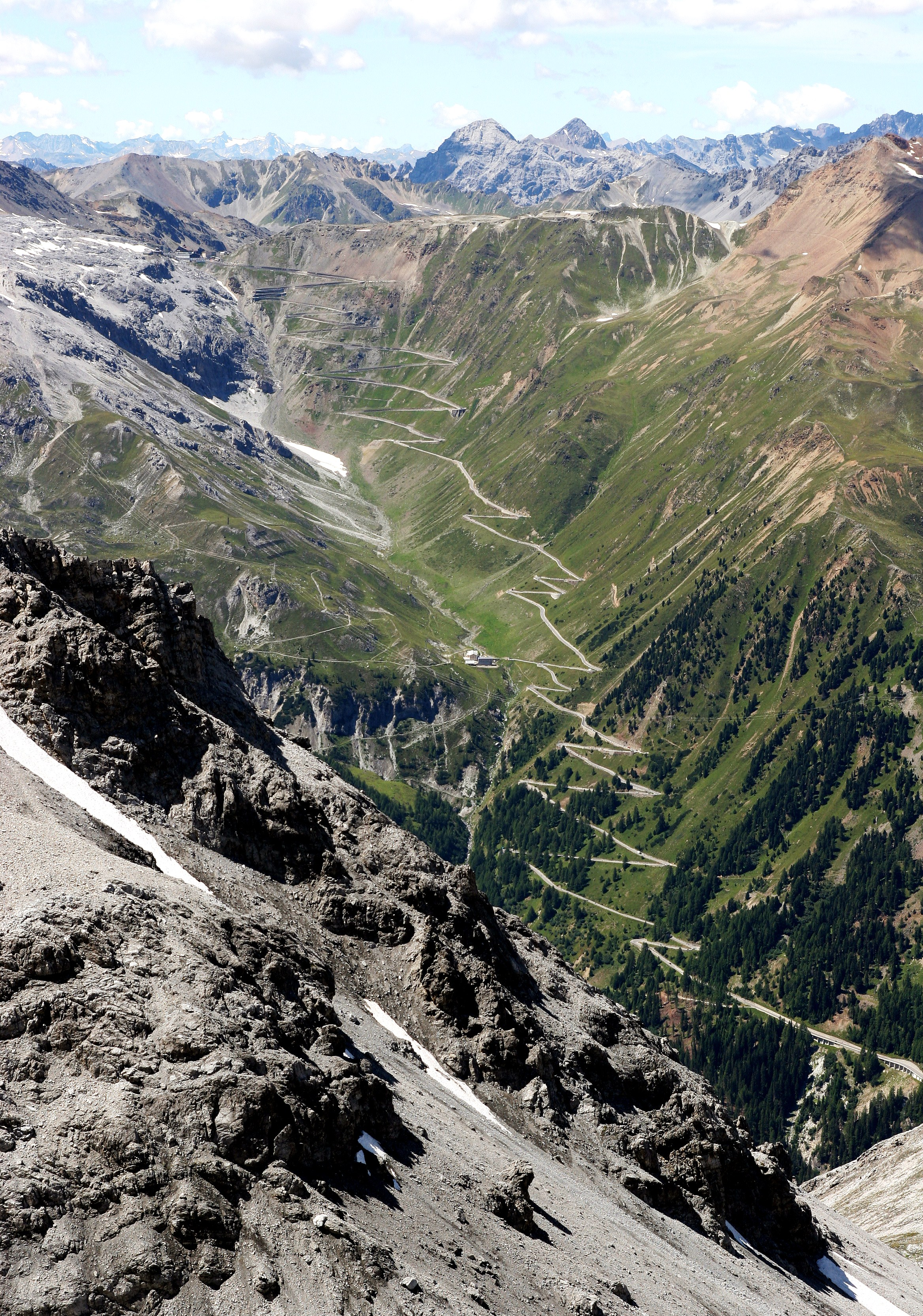
Blick von der Payerhütte zum oberen Ende des Trafoitals Richtung Stilfser Joch

Das Trafoital, auch Trafoier Tal oder einfach Trafoi genannt (italienisch Val di Trafoi), ist ein Gebirgstal in den Ortler-Alpen im westlichen Südtirol (Italien). Es ist zur Gänze im Nationalpark Stilfserjoch unter Schutz gestellt.
Das vom Trafoier Bach entwässerte Hochtal zweigt bei Gomagoi vom Suldental in südwestliche Richtung ab und endet am Stilfser Joch (2757 m), einem Übergang in die Lombardei. Die einzige Ortschaft im Tal ist Trafoi, das zur Gemeinde Stilfs gehört. Für den Kraftverkehr erschlossen ist es durch die SS 38.
Ostseitig überragt wird das Tal vom Ortler (3905 m), dem höchsten Berg Südtirols, sowie von dem vom Ortler nach Norden streichenden Tabarettakamm, der unter anderem die Tabarettaspitze (3128 m) trägt. Südseitig begrenzen Gipfel des Kristallkamms das Tal, darunter der Monte Zebrù (3735 m), die Thurwieserspitze (3652 m), die Trafoier Eiswand (3565 m) und die Tuckettspitze (3462 m). Das Stilfser Joch, der südwestliche Talausgang, wird vom Monte Livrio (3174 m) und von der Dreisprachenspitze (2843 m) flankiert. An der Dreisprachenspitze beginnt der Chavalatschkamm, der das Trafoital westseitig begleitet und die Grenze zum Schweizer Kanton Graubünden trägt; der bedeutendste Gipfel in diesem Gebirgszug ist die Rötlspitze (3026 m).